# Moisés Muñoz
Moisés Muñoz (Morelia, 1 de fevereiro de 1980) é um ex-futebolista profissional mexicano que jogava como goleiro.

## Clubes
Em 1999, ele fez sua estréia profissional para Monarcas Morelia, jogar um jogo na temporada de Invierno. Acabou ganhando um emprego de partida, e desde Apertura 2002, a equipe manteve-o como seu guarda-redes principal. Muñoz foi vice-campeão da liga em 2002 Apertura e Clausura 2003.

### Monarcas Morelia
Ele fez sua estréia no time principal em 19 de setembro de 1999, contra Pachuca CF, no Inverno de 2000, apesar de não iniciar, Morelia acheved seu campeonato apenas com uma vitória contra o Toluca. Um nativo da cidade de Morelia, ele se tornou um dos pilares do clube, até mesmo alcançar o status de cult entre os fãs, com seus 11 anos no clube um dos mais longos para um goleiro no campeonato, ele jogou 282 jogos pelo clube, sofrer gols 372, antes de ser transferido para Atlante no Draft de 2010, em troca de goleiro Federico Vilar. Entre seus pontos fortes é o seu poder chutar, ele é notado por suas folgas longas, ele tem uma capacidade boa pena parar, bem como, no entanto, ele também tem sido criticado por estar acima do peso em algumas fases, embora isso não parece prejudicar suas performances.

### Atlante FC
Para o Apertura 2010, Moisés juntou-se à equipe Atlante, onde foi um elemento permanente até sua partida para o Club América.

### Club América
Moises Muñoz é um jogador novo no América para jogar o Torneio Clausura 2012, neste clube. Na temporada de futebol 2011-2012 mexicano ajudou o América ir para as semifinais, começando a cada 21 jogos e jogar 90 minutos em 20 deles, depois de sofrer um acidente.
O drama havia começado na última quinta-feira, durante o primeiro jogo da decisão. O Cruz Azul fez valer o mando de campo no Estádio Azul e venceu por 1 a 0, gol de Christian Giménez. Um triunfo que dava aos Cementeros a vantagem do empate contra o América, em uma das maiores rivalidades do futebol mexicano.
E o roteiro dava toda a pinta de título do Cruz Azul. Aos 14 minutos do primeiro tempo, Jesús Molina foi expulso e deixou o América com um jogador a menos. Seis minutos depois, Téo Gutiérrez marcou para os visitantes e calou o Estádio Azteca. Parecia tudo encaminhado para o nono título nacional dos Cementeros, o primeiro desde 1997. Um clube marcado pelo estigma do vice-campeonato, que havia perdido oito das nove últimas finais da liga que disputou.
A reação histórica começou aos 44 minutos do segundo tempo, quando Arquivaldo Mosquera igualou. O gol do zagueiro, porém, era insuficiente dentro do placar agregado. E, no terceiro minuto dos acréscimos, surgiu o herói improvável. O goleiro Moisés Muñoz foi à área adversária em desespero e, de peixinho, virou a partida para o América. O tento que levava a decisão para a prorrogação. Anotado por um atleta que, em junho do ano passado, estava em estado grave no hospital por sofrer um traumatismo craniano em acidente de carro.

## Seleção nacional
Muñoz foi seleccionado para representar México principalmente como uma alternativa. Sua primeira partida internacional foi em um jogo amistoso contra a equipe adversária Equador em 27 de outubro de 2004. Muñoz era o guardião segunda escolha tanto no 2004 Copa América ea Copa das Confederações 2005. Muñoz foi o goleiro de partida para a Copa Ouro da CONCACAF 2005. Ele fez a lista preliminar para a Copa do Mundo de 2006 pelo técnico Ricardo La Volpe; era parte do corte final. Muñoz foi convocado como goleiro de backup por Hugo Sánchez e Sven-Göran Eriksson. Sua chamada mais recente criação foi em 12 de novembro de 2008, para um amistoso contra o Equador.

## Vida pessoal

### Acidente de Carro
Em 3 de junho de 2012, Muñoz estava dirigindo seu Honda Odyssey através da rodovia que liga a Cidade do México com Guadalajara, quando ele perdeu o controle do veículo e atirou-a para o seu telhado. O goleiro estava indo para o Morelia, Michoacán em torno de 7h00, 12h00 com sua esposa Verónica Castro Alfaro de (31 anos), e junto com seus dois filhos: Héctor Moisés (8 anos) e Zafiro (com 3). Todos eles foram levados para Ángeles del Pedregal hospitalar por helicóptero - o mesmo hospital onde Salvador Cabañas, um futebolista paraguaio, foi tratado após ser baleado na cabeça. Aparentemente, as chuvas severas na área causada Muñoz de perder o controle do seu veículo. Além disso, de acordo com relatórios do mexicano Cruz Vermelha , Muñoz sofreu traumatismo crânio-encefálico, mas era "estável e consciência". Originalmente, foi relatado que a condição Muñoz de saúde era grave, mas melhorou quando ele recebeu atendimento médico. Foi mais tarde declarou que o seu ferimento na cabeça não arriscar a sua vida nem sua carreira no futebol. Muñoz só tinha um ferimento na cabeça e nunca perdeu a consciência do que tinha acontecido.
Miguel Herrera, o treinador do Club América, declarou numa conferência de imprensa que tinha pessoalmente Muñoz disse-lhe:
| “ | Eu estou muito bem. Felizmente, os médicos descartada qualquer fratura na cabeça, e agora estou a embarcar no helicóptero e em direção a Ángeles del Pedregal (o hospital). Vou recuperar. Espere em mim, Miguel.. | ” |